# Joe Marler
Joseph William George „Joe“ Marler (* 7. Juli 1990 in Eastbourne) ist ein ehemaliger englischer Rugby-Union-Spieler. Er spielt als Pfeiler für die englische Nationalmannschaft und die Harlequins.

## Kindheit und Ausbildung
Marler begann mit elf Jahren mit Rugby und spielte für den lokalen Verein Eastbourne Sharks. Über den Haywards Heath RFC gelangte er in die Akademie der Harlequins.

## Karriere

### Verein
Marler begann seine Karriere in der English Premiership in der Saison 2009/10 für die Harlequins, für die er bis heute aktiv ist. 2011 gewann er mit den Quins den European Challenge Cup, im Jahr darauf die englische Meisterschaft.
Marler war in der Saison 2014–2015 Kapitän der Harlequins und ersetzte Chris Robshaw aufgrund seiner Verpflichtungen als Kapitän der englischen Nationalmannschaft im WM-Jahr 2015.  In der folgenden Saison übergab Marler die Kapitänsbinde der Harlequins an seinen Teamkollegen Danny Care.  Im Januar 2016 wurde bekannt gegeben, dass Marler einen neuen Vertrag unterschrieben hatte, um beim Verein zu bleiben.  Später im selben Jahr startete er für die Harlequins, die im Finale des EPCR Challenge Cups gegen Montpellier verloren.
Am 26. Juni 2021 gewann Marler seinen zweiten Meistertitel als Starter für die Harlequins, die die Exeter Chiefs im torreichsten Premiership-Finale aller Zeiten mit 40:38 besiegten.
Am 27. November 2024 gab er seinen Rücktritt vom Verein bekannt.

### Nationalmannschaft
Marler gab sein Debüt für England im Juni 2012 gegen Südafrika. Bei den Six Nations 2016 gewann er mit England den Grand Slam. 2017 wurde er für die British and Irish Lions nominiert, kam aber in der Testserie gegen Neuseeland zu keinem Einsatz. Im Jahr 2018 kündigte er seinen Rücktritt aus der Nationalmannschaft an, kehrte aber im Sommer 2019 in den Kader zurück und wurde für die Weltmeisterschaft nominiert. Er war bereits 2015 Teil des englischen Aufgebots.